# Don Antonio
Don Antonio är en ort i Mexiko.   Den ligger i kommunen Tizayuca och delstaten Hidalgo, i den sydöstra delen av landet, 50 km norr om huvudstaden Mexico City. Don Antonio ligger 2 331 meter över havet och antalet invånare är 17 736.
Terrängen runt Don Antonio är varierad. Runt Don Antonio är det ganska tätbefolkat, med 134 invånare per kvadratkilometer. Närmaste större samhälle är Zumpango, 19,2 km sydväst om Don Antonio. Trakten runt Don Antonio består i huvudsak av gräsmarker.